# Zadubravlje
Zadubravlje falu Horvátországban, Bród-Szávamente megyében. Közigazgatásilag Garcsinhoz tartozik.

## Fekvése
Bród központjától légvonalban 11, közúton 12 km-re keletre, községközpontjától légvonalban 3, közúton 4 km-re délnyugatra, Szlavónia középső részén, a Szávamenti-síkságon fekszik. Területén régen átfolyt a Brezna-patak mely ma már műcsatorna. A falu területén halad át az A3-as (Zágráb-Lipovac) autópálya és a Zágráb-Vinkovci (-Belgrád) vasútvonal is.

## Története
A régészeti leletek tanúsága szerint területe már az őskor óta lakott volt. Az egykori Brezina-patak mentén a településtől 2 km-re keletre, a „Dužine-Čaklovac” lelőhelyen a Starčevo-kultúra korai, lineáris A időszakához tartozó nagyméretű település maradványai kerültek elő. A településen belül számos földbe süllyesztett és föld feletti objektumot, használati és kultikus tárgyakat, hulladékgödröket tártak fel. A településtől másfél km-re északnyugatra található a „Brezik” lelőhely, ahol 1988-ban a kőkorszaktól a vaskorig lakott település maradványai kerültek elő. Itt sok cseréptöredéket, kőszerszámokat (főleg mikrolitokat) és más használati tárgyakat találtak, melyek a település folyamatos lakottságát igazolták a kőkorszaktól egészen a korai vaskorig.
A falun régen átfolyt a Brezna-patak, mely ma a gyakorlatban már műcsatorna, mely a Dilj-hegység lejtőiről Poljanacon át vezet a Szávába. A települést a középkori források nem említik. A török uralom idején azonban valószínűleg már pravoszláv vlach martalócok lakták, akik a török sereg segédcsapataihoz tartoztak. A török kiűzése során a vlachok távoztak és helyükre Boszniából katolikus horvát menekültek települtek be. 

1698-ban „Zadobrat” néven Selna déli szomszédjaként, illetve „Zadobravie” néven Kuti északi szomszédjaként lakosság nélkül szerepel a török uralom alól felszabadított szlavóniai települések kamarai összeírásában. Az egyházi vizitáció iratai szerint 1730-ban két részre oszlott. Az egyik részen 7 ház állt a Szent Mihály kápolnával, a másik részen pedig 8 ház állt egy titulus nélküli kápolnával. Az 1746-os jelentés szerint Donje Zadobravljén Szent László kápolna, Gornje Zadobravljén Szent Ágoston kápolna állt. A két településrésznek 23 katolikus háza volt. 1760-ban 37 katolikus házában, 49 családban, 262 lakosa volt. Ekkor már Urunk mennybemenetele tiszteletére új kápolna állt a településen. A hívek a régebbi Szent Mihály kápolna köré temetkeztek.
Az első katonai felmérés térképén „Sadubravie” néven található. Lipszky János 1808-ban Budán kiadott repertóriumában „Zadubravje” néven szerepel. Nagy Lajos 1829-ben kiadott művében „Zadubravje” néven 89 házzal, 489 katolikus vallású lakossal találjuk. A katonai közigazgatás megszüntetése után 1871-ben Pozsega vármegyéhez csatolták. A település fejlődésére serkentőleg hatott a Zágráb-Vinkovci vasútvonal megépültése, melynek vonalán a település északi részén vasútállomás létesült. A 20. század elején Likából újabb katolikus horvátok települtek be.
A településnek 1857-ben 450, 1910-ben 607 lakosa volt. Pozsega vármegye Bródi járásának része volt. Az 1910-es népszámlálás adatai szerint lakosságának 92%-a horvát, 6%-a magyar anyanyelvű volt. Az első világháború után 1918-ban az új szerb-horvát-szlovén állam, majd később (1929-ben) Jugoszlávia része lett. 1991-től a független Horvátországhoz tartozik. 1991-ben lakosságának 97%-a horvát nemzetiségű volt. 2011-ben a településnek 912 lakosa volt.

## Lakossága

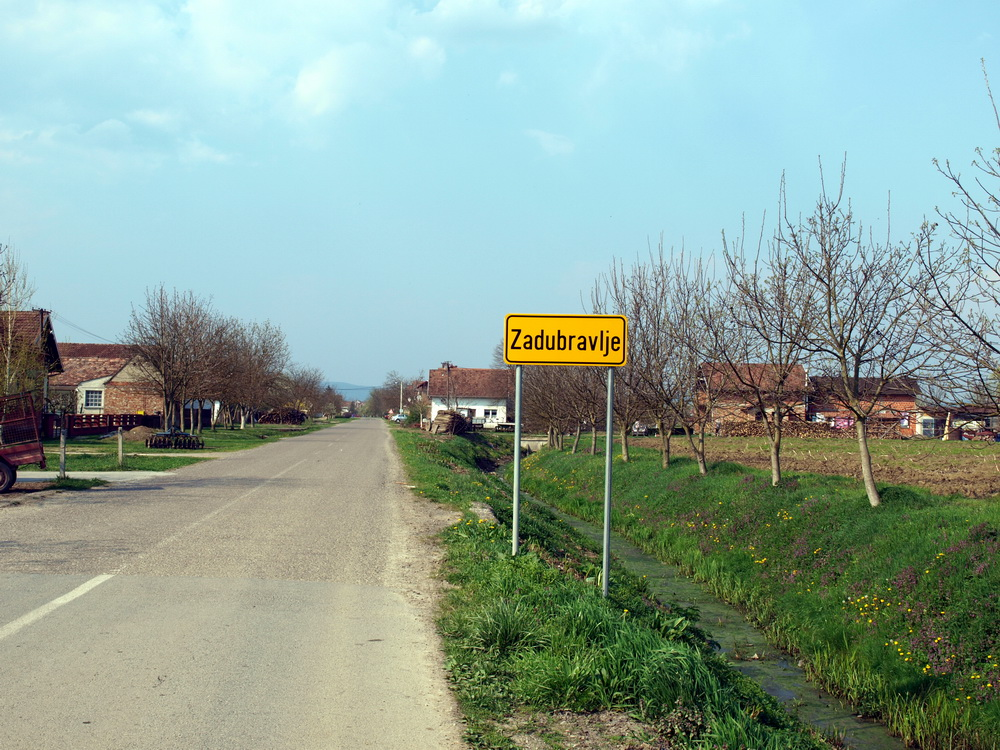
A falu bejárata

| Lakosság változása | Lakosság változása | Lakosság változása | Lakosság változása | Lakosság változása | Lakosság változása | Lakosság változása | Lakosság változása | Lakosság változása | Lakosság változása | Lakosság változása | Lakosság változása | Lakosság változása | Lakosság változása | Lakosság változása | Lakosság változása |
| ------------------ | ------------------ | ------------------ | ------------------ | ------------------ | ------------------ | ------------------ | ------------------ | ------------------ | ------------------ | ------------------ | ------------------ | ------------------ | ------------------ | ------------------ | ------------------ |
| 1857               | 1869               | 1880               | 1890               | 1900               | 1910               | 1921               | 1931               | 1948               | 1953               | 1961               | 1971               | 1981               | 1991               | 2001               | 2011               |
| 450                | 494                | 403                | 514                | 565                | 607                | 614                | 681                | 823                | 887                | 872                | 982                | 999                | 1.001              | 988                | 912                |

## Nevezetességei
- A Urunk mennybemenetele tiszteletére szentelt római katolikus temploma 1857-ben épült.

- A falutól kb. 2 km-re keletre Zágráb – Lipovac autópálya déli nyomvonalán, az egykori Brezine-patak mentén található a „Dužine – Čaklovac” régészeti lelőhely. A lelőhely kerámia anyagának elemzése alapján itt nagy őskori település állt, mely a Starčevo-kultúra korai, pre-klasszikus szakaszába, a „Lineáris A” stádiumba nyúlik vissza. A lelőhelyen számos földalatti és föld feletti épületszerkezet nyomát és hulladékgödröt fedeztek fel.[9]

## Kultúra
A KUD „Seljačka sloga” kulturális egyesületet 1936-ban alapították. Az egyesület sok évtizedes fennállása óta törekszik a népdalok, népi játékok, népszokások és a népi kultúra gazdag hagyományainak megőrzésére. Ezek némelyike már évszázadok nyomát viseli, de a mai napig megmaradt. Az egyesület mintegy 60 taggal rendelkezik és több szekcióban működik: felnőtt folklórcsoport, gyermek folklórcsoport, felnőtt tamburazenekar, gyermek tamburazenekar és férfi énekkar. Az egyesület tagjai otthon és külföldön számos fesztiválon és rendezvényen felléptek már műsorukkal. Évtizedes hagyomány a templomban adott karácsonyi koncert. Az egyesület legújabb projektje a festő művésztelep megszervezése.

## Oktatás
A településen a garcsini elemi iskola alsó tagozatos területi iskolája működik.

## Sport
NK Dubrava Zadubravlje labdarúgóklub.